# Folkeafstemningen om grønlandsk selvstyre 2008
Folkeafstemningen om grønlandsk selvstyre  blev afholdt den 25. november 2008. Forslaget om et udvidet selvstyre for Grønland godkendtes af 75 % af vælgerne (63 % i Nuuk). Valgdeltagelsen var på 72 %.

## Resultat
Afstemningsresultatet giver Grønland større selvstyre på 30 områder, herunder kontrol over politistyrken, kystvagten og retsvæsenet. Derudover vil dansk kun være officielt sprog indtil den dag, hvor selvstyret udvides, hvorefter grønlandsk vil være eneste officielle sprog.
Eventuelle kommende olieindtægter vil også blive fordelt anderledes: De første 75 mio. kroner vil gå til Grønland, mens de resterende indtægter vil blive fordelt ligeligt mellem Grønland og Danmark indtil Danmark med sin halvdel har fået dækket det 3,2 milliarder kroner store årlige bloktilskud til Grønland. Det vil sige, at Danmark aldrig vil kunne tjene penge på evt. kommende oliefund i Grønland. 
Grundloven gælder fortsat i hele rigsfællesskabet. Dronning Margrethe vil forblive statsoverhoved i både Grønland og Danmark, og riget vil fortsat kun have ét fælles forsvar. Grønlænderne vil også blive folkeretsligt anerkendt som en egen folkegruppe.
Grønland vil som konsekvens af selvstyret modtage et reduceret bloktilskud fra Danmark. Da folkeafstemningen blev afholdt udgjorde bloktilskuddet 30% af Grønlands bruttonationalprodukt.